# Otto Könnecke

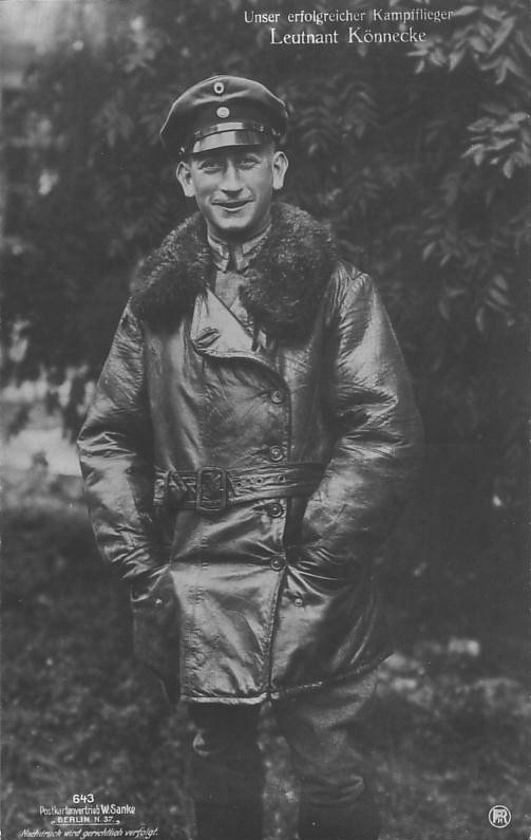
Otto Könnecke 1918

Otto Könnecke (* 20. Dezember 1892 in Straßberg (Harz); † 25. Januar 1956 in Bad Aibling) war ein deutscher Jagdflieger im Ersten Weltkrieg und Ritter des Ordens Pour le Mérite sowie erster deutscher Verkehrsflieger.

## Biografie
Könnecke wuchs als Sohn eines Tischlers auf, besuchte in Straßberg die Schule, absolvierte eine Tischlerlehre und absolvierte anschließend die Handelsschule in Frankfurt am Main. Um seinen Wehrdienst abzuleisten, meldete er sich 1911 beim Eisenbahn-Regiment Nr. 3 in Hanau und kam 1913 als Kapitulant zum Flieger-Bataillon Nr. 4 nach Metz, wo er zum Piloten ausgebildet wurde.
Bei Beginn des Ersten Weltkriegs wurde Könnecke als Fluglehrer bei der AEG zur Ausbildung von Militärfliegern eingesetzt. 1916 kam er als Vizefeldwebel zur Jagdstaffel 25 an die Front nach Mazedonien. Hier errang er seinen ersten Luftsieg, als er am 5. Februar 1917 nordwestlich von Magila ein französisches Farman-Flugzeug abschoss. Ende April 1917 kam Könnecke zur Jagdstaffel 5, die vom Flugplatz Boistrancourt aus an der Westfront operierte; dort bildete er mit seinen Jagdfliegerkameraden Fritz Rumey und Josef Mai mit zusammen 109 Luftsiegen das „goldene Triumvirat“. Allein am 8. und am 9. August 1918 schoss Könnecke bei jeweils einem Feindflug je drei feindliche Flugzeuge ab. Sein Flugzeug, eine Albatros D.V, war an seiner roten Propellerhaube, seinem grünen Rumpf und Leitwerk mit den roten Randlinien der Jasta 5 erkennbar und trug ein schwarz-weißes Schachbrettmuster mit rotem Rand als Symbol. Könnecke erhielt das Ritterkreuz des Königlichen Hausordens von Hohenzollern mit Schwertern. Außerdem wurde er mit dem Goldenen Militär-Verdienstkreuz, der höchsten Kriegsauszeichnung für Unteroffiziere, ausgezeichnet und erhielt am 26. September 1918 den Orden Pour le Mérite; er gilt als einer von nur fünf Soldaten, die mit diesen beiden höchsten Auszeichnungen des Ersten Weltkrieges dekoriert worden waren. Am 2. November, kurz vor Kriegsende, schoss Könnecke seinen 33 (nach dem Kriegstagebuch der Jasta 5 seinen 35.) Gegner ab.

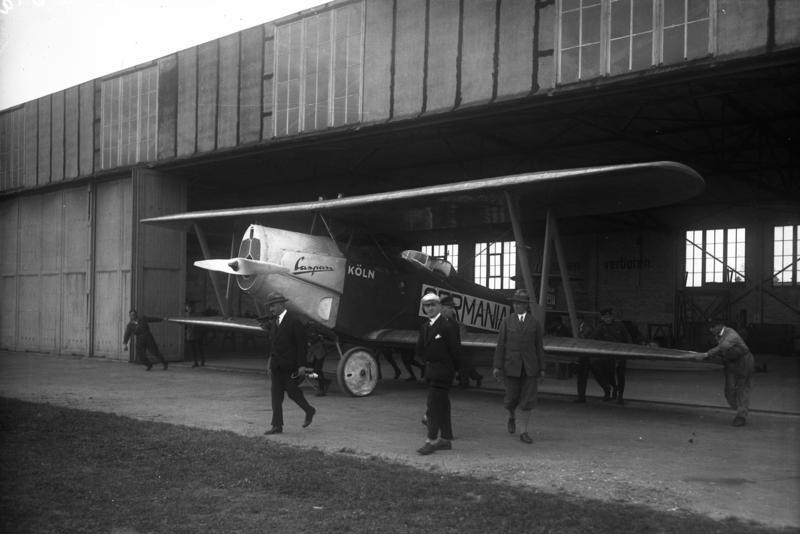
Das Flugzeug „Germania“ des Ozeanfliegers Könnecke

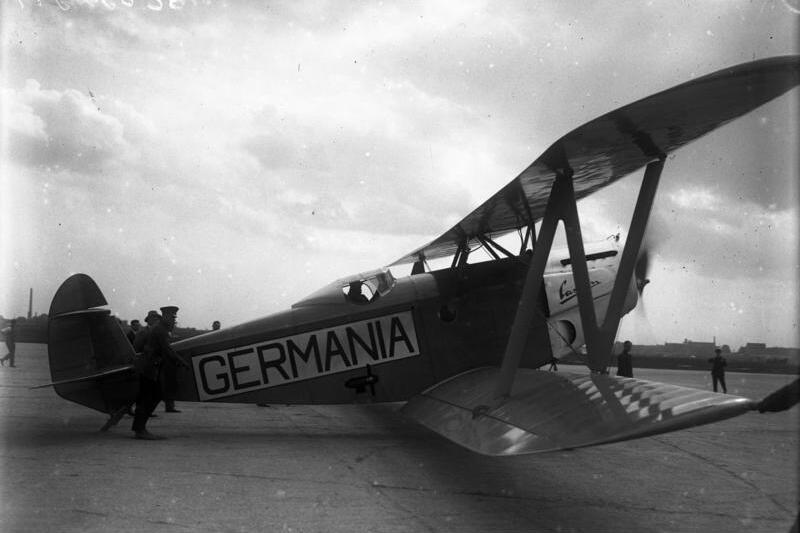
Zwischenlandung des Ozeanfliegers Otto Könnecke mit seinem Flugzeug Germania auf dem Flughafen Tempelhof

Nach dem Vorbild von Charles Lindberg versuchten viele europäische Flieger vergeblich, den umgekehrten Weg von Europa nach Amerika über den Atlantik zu nehmen. Otto Könnecke hatte schon im Krieg zusammen mit seinem gefallenen Kameraden Fritz Rumey Pläne geschmiedet, eines Tages den Flug von Europa nach Amerika zu wagen. Seine Idee war, eine Luftfahrtlinie zwischen Europa und Amerika aufzubauen, wozu er eine eigene Fluggesellschaft „Germania“ mit Sitz in Köln gründete. Um die Strecke vor dem geplanten Linienbetrieb zu erkunden, machte sich Könnecke mit einem von Reinhold Mewes von den Caspar-Werken konstruierten und mit Zusatztanks ausgerüsteten Doppeldecker Caspar C 32, der zuvor als Sprühflugzeug in der Landwirtschaft eingesetzt gewesen war, selbst auf den Weg.
Die Route sollte vermutlich zunächst über England, Schottland, Island, Grönland und Neufundland und an die Ostküste von Kanada in die USA führen. Ein Sturm über dem Atlantik zwang Könnecke jedoch kurzfristig umzudisponieren und den Umweg über Ungarn, Rumänien, die Türkei, Persien, Indien, Korea und Japan zu wählen. Von dort ging es weiter über China und die Sowjetunion auf die Halbinsel Kamtschatka mit dem Ziel, so die Westküste von Nordamerika zu erreichen und weiter Richtung Süden zu fliegen. Nach einem Besuch der Städte Los Angeles und San Francisco hätte er dann die Vereinigten Staaten durchqueren können, um von New York entlang der ursprünglich geplanten Strecke als erster Weltumflieger wieder in Deutschland einzutreffen.
Der damalige Kölner Oberbürgermeister Konrad Adenauer ließ sich während eines Urlaubs vom Fortgang des Unternehmens berichten und telegrafierte am 12. August 1928 an die Flugleitung: „Dem Flieger Koennecke ist jede Erleichterung zu gewähren,“ und bat vier Tage später ausdrücklich darum, „über Amerikaflug Koennecke telegraphisch auf dem Laufenden“ gehalten zu werden. Der Abflug vom Flugplatz in Butzweilerhof bei Köln-Bickendorf am 20. September 1927 erregte großes Aufsehen. Mit über 1000 kg Betriebsstoff; Werkzeug, Proviant, Gummiboot, Leuchtpistole und Munition, Handwaffen, Ersatzteilen und etwas Handgepäck stiegen Könnecke und seine beiden Mitflieger Georg Friedrich Graf zu Solms-Laubach und Johannes Hermann gegen 14 Uhr mit ihrem Flugzeug auf, das auf den Tragflächen die Aufschrift „Pressa“ (Presseausstellung in Köln) trug. Über Frankfurt am Main, Wien, Budapest, Belgrad, Konstantinopel, die Prinzen-Inseln, Angora, Aleppo und Bagdad gelangten die Flieger nach Basra. Während des Fluges musste Graf Solms-Laubach durch Umpumpen aus Zusatzkanistern den Tank nachfüllen, und, als über der Wüste der Motor wegen Überhitzung zu explodieren drohte, schnitt der Graf während des Fluges Lüftungslöcher in die Motorverkleidung. Auf dem Weiterflug nach Bandar Abbas geriet die Maschine in ein Luftloch und drohte abzustürzen; Könnecke brachte die Maschine zwar wieder unter seine Kontrolle, Graf Solms musste jedoch aufgrund einer Kopfverletzung zurück nach Deutschland reisen. Auf dem Flug von Karatschi nach Delhi im Etawah verhinderte schließlich ein Motorschaden den Weiterflug. Otto Könnecke und sein Mechaniker Johannes Hermann waren gezwungen, das waghalsige Unternehmen aufzugeben. Erst im April 1928 sollte es dem Piloten Hermann Köhl gelingen, den Atlantik nach Westen zu überfliegen. Nach seiner Rückkehr kehrte er wieder als Flugzeugführer zur „Deutschen Luft Hansa“ zurück.
1935 reaktiviert, diente er erneut als Fluglehrer und Ausbildungsleiter bei der Luftwaffe. Als Major wurde er Kommandant einer Flugschule. Seine letzte Dienststellung im Zweiten Weltkrieg hatte Oberstleutnant Könnecke seit 15. Oktober 1944 als Flughafenbereichskommandant 271.
Könnecke wurde auf dem städtischen Friedhof bestattet. Sein Grab (Sektion 13, Reihe 7, Grab 55) ist nicht mehr vorhanden.
Seine Auszeichnungen und Urkunden sind im Deutschen Ordensmuseum in Neuffen ausgestellt.